# Helena Engman
Helena Sofia Engman, född 16 juni 1976 i Piteå, är en svensk kulstötare som tävlar för Riviera FI.
Engman bröt 2003 Linda-Marie Mårtenssons sviter på tretton raka SM-guld ute och tio raka SM-guld inne. Resten av decenniet kom Engman att dominera svensk kulstötning för damer. Hon har vunnit åtskilliga SM-guld, både inomhus och utomhus, och representerat Sverige vid såväl internationella mästerskap som i landskamper. Hon har flera gånger slagit svenskt rekord i grenen och var den första svenska kvinnan att stöta över 18 meter då hon vid tävlingar i Sävedalen den 6 juni 2010 stötte först 18,07 meter och senare 18,12. Engmans främsta internationella merit är en niondeplats vid EM i Barcelona 2010 och en sjundeplats vid inne-EM i Birmingham 2007.

## Karriär
Engman studerade 1999 ett år på Utah Valley State College i USA.
Hon deltog vid EM i Göteborg 2006 men slogs ut i kvalet.
Vid EM inomhus 2007 i Birmingham gick hon vidare i kula efter 17,16 i kvalet men i finalen nådde hon bara 16,09 och slutade åtta. Vid VM utomhus detta år, i Osaka, blev Engman åter utslagen i kvalet med 17,50.
Vid Inomhus-VM i Valencia i Spanien år 2008 slogs hon ut i kvalet med 16,79.
Vid inomhus-EM i Turin år 2009 slogs hon ut i kvalet med 16,38. Under utomhussäsongen 2009 deltog hon vid VM 2009 i Berlin men slogs även där ut i kvalet trots 17,19, vilket var säsongsbästa.
Engman deltog vid EM 2010 i Barcelona och tog i kvalet den fjortonde och sista finalkvalificerande platsen med 17,55, varefter hon i finalen tog en niondeplats med 18,11.
Vid EM 2012 i Helsingfors kom hon på en åttondeplats med nytt personbästa 17,64.
Helena Engman tränas av sin far Kurt Engman som själv var trestegshoppare på nationell nivå.

## Finnkampen
Helena Engman har flera gånger representerat Sverige i Finnkampen med följande resultat (Endast resultat från 2003 tillgängliga hos källan).
- Helsingfors 2003: Seger med 16,41 meter.
- Göteborg 2004: Andraplats med 15,83 meter.
- Göteborg 2005: Andraplats med 15,49 meter.
- Helsingfors 2006: Seger med 17,51 meter.
- Göteborg 2007: Seger med 17,06 meter.
- Helsingfors 2008: Seger med 16,99 meter.
- Göteborg 2009: Seger med 17,17 meter.

## Utmärkelser
Helena Engman utsågs år 2006 till Stor grabb/tjej nummer 487.

## Personliga rekord
| Utomhus - Kula – 18,17 (Göteborg 10 augusti 2010) - gällande svenskt rekord (2016) - Diskus – 48,99 (Sundsvall 25 september 1999) - Diskus – 48,91 (Uppsala 20 augusti 2000) - Slägga – 56,53 (Växjö 29 augusti 2000) - Spjut – 52,14 (Glendale, USA 20 mars 1999) | Inomhus - Kula – 18,13 (Nordhausen, Tyskland 18 januari 2008) - gällande svenskt rekord (2016) |

### Fotnoter
1. 1 2 3 4  ”SWEDISH TEAM Media Guide. European Athletics Championships, Göteborg 2006.” (på engelska). friidrott.se. Arkiverad från originalet den 4 juni 2012. https://web.archive.org/web/20120604124725/http://www.friidrott.se/press/emguide_06.aspx. Läst 13 augusti 2017.
2. 1 2 3 4 5 6  Wiger 2006, s. 227.
3. ↑  ”Stora SM 2006, dag 2”. turebergfriidrott.se. Arkiverad från originalet den 10 juni 2015. https://web.archive.org/web/20150610133650/http://turebergfriidrott.se/statistik/SM2006/2006_reslord.htm. Läst 19 april 2013.
4. ↑  ”Stora SM 2007”. trackandfield.se. Arkiverad från originalet den 4 maj 2013. https://archive.is/20130504152109/http://www.proteamonline.se/storage/customers/978/editor/resultat%20sm%20i%20friidrott%202007.html. Läst 19 april 2013.
5. ↑  ”Stora SM 2008, dag 2”. trackandfield.se. http://www.trackandfield.se/Resultat/2008/080802.htm. Läst 20 maj 2013.
6. ↑  ”Stora SM 2009”. Arkiverad från originalet den 13 december 2009. https://web.archive.org/web/20091213202749/http://88.131.109.176/folksam/sm09/resultat.php. Läst 23 april 2013.
7. ↑  ”Stora SM 2010, dag 1”. trackandfield.se. http://www.trackandfield.se/resultat/2010/100819.htm. Läst 2 september 2013.
8. ↑  ”Stora SM 2011, dag 1” (htm). trackandfield.se. http://www.trackandfield.se/resultat/2011/110811.htm. Läst 17 april 2013.
9. ↑  ”Stora SM 2012, dag 3”. swedishtiming.se. Arkiverad från originalet den 15 december 2012. https://web.archive.org/web/20121215070334/http://www.swedishtiming.se/resultat/120826.htm. Läst 16 april 2013.
10. 1 2  Wiger 2006, s. 232.
11. ↑  ”Stora inne-SM 2002, resultat” (htm). Arkiverad från originalet den 13 december 2002. https://web.archive.org/web/20021213092936/http://m1.406.telia.com/~u40606160/ResultatISM.htm. Läst 14 april 2015.
12. ↑  ”Stora inne-SM 2003, resultat” (html). friidrott.stockholm.se. http://www.friidrott.stockholm.se/ism/resultat/p_resultat.html. Läst 14 april 2015.
13. ↑  ”Stora inne-SM 2004, resultat” (htm). idrottonline.se. Arkiverad från originalet den 23 november 2015. https://web.archive.org/web/20151123030953/http://iof2.idrottonline.se/ImageVaultFiles/id_16756/cf_78/040222ism.HTM. Läst 21 april 2015.
14. ↑  ”Stora inne-SM 2005, resultat” (pdf). mai.se. Arkiverad från originalet den 23 november 2015. https://web.archive.org/web/20151123081015/http://www.mai.se/resultat/resultatlista-ism.2005.pdf. Läst 12 april 2015.
15. ↑  ”Stora inne-SM 2006 damer , resultat” (html). friidrott.stockholm.se. http://www.friidrott.stockholm.se/ism2006/resultat/f_kvinnor_resultat.html. Läst 6 april 2015.
16. ↑  ”Stora inne-SM 2007, resultat” (htm). idrottonline.se. Arkiverad från originalet den 11 april 2015. https://web.archive.org/web/20150411214031/http://iof2.idrottonline.se/ImageVaultFiles/id_16670/cf_78/070225ism.HTM. Läst 12 april 2015.
17. ↑  ”Stora inne-SM 2008, resultat” (pdf). mai.se. Arkiverad från originalet den 14 april 2015. https://web.archive.org/web/20150414002300/http://www.mai.se/resultat/resultat_inne-sm_2008.pdf. Läst 11 april 2015.
18. ↑  ”Stora inne-SM 2009 dag 1, resultat”. ism2009.se. Arkiverad från originalet den 11 augusti 2010. https://web.archive.org/web/20100811153235/http://www.ism2009.se/filer/resultat_dag1.html. Läst 17 juli 2012.
19. ↑  ”Stora inne-SM 2010 dag 1, resultat”. friidrott.stockholm.se. http://www.friidrott.stockholm.se/ISM2010/Page.asp?PageIdentifier=RESLORDAG. Läst 19 juli 2012.
20. ↑  ”Stora inne-SM 2011 dag 1, resultat”. trackandfield.se. http://www.trackandfield.se/resultat/2011/110226.htm. Läst 19 juli 2012.
21. ↑  ”Stora inne-SM 2012, resultat”. trackandfield.se. http://www.trackandfield.se/Resultat/2012/120218_19.htm. Läst 19 juli 2012.
22. ↑  ”Stora inne-SM 2013, resultat”. trackandfield.se. http://www.trackandfield.se/Resultat/2013/130215.htm. Läst 18 februari 2013.
23. 1 2 3 4 5 6  ”Personsida på AllAthletics” (på engelska). all-athletics.com. Arkiverad från originalet den 27 oktober 2016. http://archive.is/2016.10.27-114421/http://www.all-athletics.com/node/148216. Läst 26 oktober 2016.
24. ↑  ”Svenska Friidrottsförbundets officiella resultatbörs 2003”. friidrott.se. sid. 7, 10. Arkiverad från originalet den 1 april 2016. https://web.archive.org/web/20160401175754/http://www.friidrott.se/docs/resultatbil03.pdf. Läst 14 januari 2017.
25. ↑  TT. ”Dubbla rekord av Helena Engman”. eurosport.se. Arkiverad från originalet den 8 juni 2010. https://web.archive.org/web/20100608222408/http://www.eurosport.se/friidrott/dubbla-rekord-av-engman_sto2352810/story.shtml. Läst 20 augusti 2010.
26. 1 2  ”European Athletics Championships - Barcelona 2010” (på engelska). european-athletics.org. http://www.european-athletics.org/competitions/european-athletics-championships/history/year=2010/results/index.html. Läst 6 april 2017.
27. ↑  ”European Athletics Championships - Göteborg 2006” (på engelska). european-athletics.org. http://www.european-athletics.org/competitions/european-athletics-championships/history/year=2006/results/index.html. Läst 9 augusti 2017.
28. ↑  ”European Athletics Indoor Championships - Birmingham 2007” (på engelska). european-athletics.org. http://www.european-athletics.org/competitions/european-athletics-indoor-championships/history/year=2007/results/index.html#. Läst 27 augusti 2017.
29. ↑  ”Shot Put Women - 11th IAAF World Championships In Athletics Osaka (Nagai Stadium), Japan 25 Aug 2007 - 2 Sep 2007” (på engelska). iaaf.org. Arkiverad från originalet den 16 januari 2017. https://web.archive.org/web/20170116203613/https://www.iaaf.org/competitions/iaaf-world-championships/11th-iaaf-world-championships-in-athletics-3653/results/women/shot-put/qualification/result. Läst 13 januari 2017.
30. ↑  ”Shot Put Women - 12th IAAF World Indoor Championships Valencia (Velódromo Luis Puig), ESP, Spain 07 Mar 2008 - 09 Mar 2008” (på engelska). iaaf.org. https://www.iaaf.org/results/iaaf-world-indoor-championships/2008/12th-iaaf-world-indoor-championships-3656/women/shot-put/qualification/result. Läst 23 januari 2017.
31. ↑  ”European Athletics Indoor Championships - Turin 2009” (på engelska). european-athletics.org. http://www.european-athletics.org/competitions/european-athletics-indoor-championships/history/year=2009/results/index.html. Läst 27 augusti 2017.
32. ↑  ”Shot Put Women - 12th IAAF World Championships In Athletics Berlin (Olympiastadion), Germany 15 Aug 2009 - 23 Aug 2009” (på engelska). iaaf.org. https://www.iaaf.org/competitions/iaaf-world-championships/12th-iaaf-world-championships-in-athletics-3658/results/women/shot-put/qualification/result. Läst 12 januari 2017.
33. ↑  ”Helena till sin första utefinal”. friidrott.se. 27 juli 2010. Arkiverad från originalet den 10 april 2017. https://web.archive.org/web/20170410133041/http://www.friidrott.se/nyheter.aspx?id=11378. Läst 10 april 2017.
34. ↑  ”Helena nia i finalen och en hårsmån från rekord”. friidrott.se. 27 juli 2010. Arkiverad från originalet den 10 april 2017. https://web.archive.org/web/20170410133047/http://www.friidrott.se/nyheter.aspx?id=11387. Läst 10 april 2017.
35. ↑  ”European Athletics Championships - Helsinki 2012” (på engelska). european-athletics.org. http://www.european-athletics.org/competitions/european-athletics-championships/history/year=2012/results/index.html. Läst 2 april 2017.
36. ↑  ”Stora grabbars märke”. friidrott.se. Arkiverad från originalet den 31 mars 2016. https://web.archive.org/web/20160331202525/http://www.friidrott.se/historik/storagrabbar.aspx. Läst 26 oktober 2016.
37. ↑  ”Stora Grabbar personpresentation”. storagrabbar.se. http://www.storagrabbar.se/grabbar_10.html. Läst 26 oktober 2016.
38. 1 2 3  ”Personsida hos IAAF” (på engelska). iaaf.org. https://www.iaaf.org/athletes/sweden/helena-engman-139902. Läst 26 oktober 2016.
39. 1 2 3 4  ”Personsida på European Athletics' webbplats” (på engelska). european-athletics.org. http://www.european-athletics.org/athletes/group=e/athlete=133248-engman-helena/index.html. Läst 26 oktober 2016.
40. 1 2  ”Svenska rekord - per 1 januari 2016”. friidrott.se. Arkiverad från originalet den 8 juni 2016. https://web.archive.org/web/20160608093715/http://www.friidrott.se/rs/rekord/swerek/gallande.aspx. Läst 26 oktober 2016.